# Cristiano Caratti
Cristiano Caratti, né le 24 mai 1970 à Acqui Terme, est un ancien joueur professionnel de tennis italien.

## Palmarès

### Finale en simple messieurs
| No | Date       | Nom et lieu du tournoi     | Catégorie    | Dotation  | Surface         | Vainqueur        | Score    |  |
| -- | ---------- | -------------------------- | ------------ | --------- | --------------- | ---------------- | -------- |  |
| 1  | 04-02-1991 | Muratti Time Indoor, Milan | World Series | 540 000 $ | Moquette (int.) | Aleksandr Volkov | 6-1, 7-5 |  |

### Finale en double messieurs
| No | Date       | Nom et lieu du tournoi | Catégorie    | Dotation  | Surface      | Vainqueurs                    | Partenaire        | Score    |  |
| -- | ---------- | ---------------------- | ------------ | --------- | ------------ | ----------------------------- | ----------------- | -------- |  |
| 1  | 18-06-1990 | IP Cup Gênes           | World Series | 225 000 $ | Terre (ext.) | Tomás Carbonell Udo Riglewski | Federico Mordegan | 7-6, 7-6 |  |

## Résultats en Grand Chelem

### En simple
| Année | Open d'Australie | Open d'Australie | Roland-Garros | Roland-Garros   | Wimbledon | Wimbledon      | US Open  | US Open             |
| ----- | ---------------- | ---------------- | ------------- | --------------- | --------- | -------------- | -------- | ------------------- |
| 1990  | -                | -                | -             | -               | -         | -              | 3e tour  | Jay Berger          |
| 1991  | 1/4 de finale    | Patrick McEnroe  | 2e tour       | Tomás Carbonell | 1er tour  | Henrik Holm    | 2e tour  | Luiz Mattar         |
| 1992  | 2e tour          | Michael Chang    | -             | -               | -         | -              | 1er tour | Patrik Kühnen       |
| 1993  | 1er tour         | Todd Woodbridge  | -             | -               | -         | -              | 1er tour | Nicolás Pereira     |
| 1994  | 1er tour         | Jörn Renzenbrink | 1er tour      | Brad Gilbert    | -         | -              | -        | -                   |
| 1995  | 2e tour          | Jim Courier      | 1er tour      | Andrew Ilie     | 2e tour   | Patrick Baur   | 1er tour | Scott Draper        |
| 1996  | -                | -                | -             | -               | 1er tour  | Neville Godwin | -        | -                   |
| 1997  | -                | -                | 1er tour      | Filip Dewulf    | -         | -              | 1er tour | Ievgueni Kafelnikov |
| 1998  | -                | -                | -             | -               | -         | -              | -        | -                   |
| 1999  | -                | -                | -             | -               | 1er tour  | Patrick Rafter | 2e tour  | Goran Ivanišević    |
| 2000  | -                | -                | -             | -               | -         | -              | -        | -                   |
| 2001  | -                | -                | -             | -               | -         | -              | 1er tour | Albert Portas       |
| 2002  | -                | -                | -             | -               | 1er tour  | Scott Draper   | -        | -                   |

À droite du résultat, l'ultime adversaire.

### En double
| Année | Open d'Australie           | Open d'Australie              | Roland-Garros | Roland-Garros | Wimbledon | Wimbledon | US Open                | US Open                     |
| ----- | -------------------------- | ----------------------------- | ------------- | ------------- | --------- | --------- | ---------------------- | --------------------------- |
| 1990  | -                          | -                             | -             | -             | -         | -         | 1er tour Diego Nargiso | Goran Ivanišević Petr Korda |
| 1991  | 1er tour Federico Mordegan | Broderick Dyke Peter Lundgren | -             | -             | -         | -         | -                      | -                           |

Sous le résultat, le partenaire ; à droite, l'ultime équipe adverse.